# Monumento a las Brigadas Internacionales (Albacete)
El monumento a las Brigadas Internacionales es una escultura que rinde homenaje a las Brigadas Internacionales situada en la ciudad española de Albacete.
Está localizado en la plaza de la Universidad, en el interior de la Ciudad Universitaria de Albacete, dentro del barrio Universidad de la capital albaceteña.
El monumento no se ubica en Albacete por casualidad. La ciudad de Albacete fue, durante la guerra civil, la sede del Cuartel General y el centro de formación de las Brigadas Internacionales, miles de voluntarios (más de 35 000) que llegaron a España procedentes de todo el mundo para luchar en la guerra. Albacete se convirtió de esta forma en centro de la memoria mundial de las Brigadas Internacionales. Por ello también alberga el Centro de Estudios y Documentación de las Brigadas Internacionales, el único centro de estas características que existe en España.
Fue inaugurado en noviembre de 1996 con la siguiente inscripción: «A los voluntarios de la libertad. Albacete. 1936-1996. El pueblo de Castilla-La Mancha».